# Erwan Brenterch
Erwan Brenterch, né le 22 janvier 1986, à Lorient, est un coureur cycliste français.

## Biographie
Dans sa jeunesse, Erwan Brenterch s'illustre en étant l'un des meilleurs voiliers français. Il devient notamment champion de France de la discipline. Il découvre en parallèle le cyclisme et prend sa première licence au club de Hennebont, à l'âge de seize ans. Après avoir pratiqué les deux sports, il commence à se consacrer exclusivement au vélo à partir de 2005.
Lors de la saison 2007, il se distingue en remportant une épreuve de la Mi-août bretonne, devant Julien Simon et Christopher Froome. Il court ensuite durant deux ans dans l'équipe Côtes d'Armor, avant d'être recruté par l'AVC Aix-en-Provence. En janvier 2010, il se classe deuxième de l'Emirates Cup, compétition de l'UCI Asia Tour. Il brille également dans le calendrier amateur français. 
En 2012, il rejoint le VC Rouen 76 en Normandie. Figurant parmi les meilleurs amateurs bretons, il obtient de nombreux succès, en particulier dans sa région natale. Il remporte le classement général Tour du Jura en 2013, mais aussi une étape du Tour de Seine-Maritime. En 2014, il revient dans le club de Hennebont et continue à s'illustrer chez les amateurs. Sa saison 2015 est en revanche perturbée par une pneumonie. 
En 2016, il revient en Normandie au VC Rouen 76, pour disposer d'un meilleur calendrier de courses. Il s'impose notamment au championnat régional de Normandie ainsi qu'au Grand Prix de Saint-Hilaire-du-Harcouët. 
En octobre 2017, il dispute le Tour de Nouvelle-Calédonie au cours duquel il est blessé en heurtant une ambulance, dans un accident qui coûte la vie à Mathieu Riebel,. Le classement final de l'épreuve étant arrêté à l'issue de la huitième étape, Erwan Brenterch termine sur la troisième marche du podium.

## Palmarès
| - 2007 - Prix de la Mi-août - 2008 - 2e du Tour de Belle-Île-en-Mer - 2009 - Jard-Les Herbiers - 2010 - 2e de Redon-Redon - 2e de l'Emirates Cup - 2011 - Circuit des Deux Provinces - 4e étape des Quatre Jours des As-en-Provence - 1re étape du Tour de Moselle - 3e de l'Étoile d'or - 2012 - Ronde briochine - 2e du Tour de Seine-Maritime - 3e du Circuit d'Armorique - 2013 - Grand Prix René Le Mené - Classement général du Tour du Jura - Grand Prix de Plénée-Jugon - TAM - Saint-Philibert Trégunc - TAM - Grand Prix Pierre Burel - 1re étape du Tour de Seine-Maritime - TAM - Quimperlé - 2e de Paris-Auxerre - 3e de La Gainsbarre - 3e du Saint-Brieuc Agglo Tour - 2014 - Tour du Pays de Lesneven : - Classement général - 3e étape - Boucles dingéennes - Critérium de Plumelec - Circuit Rance Émeraude - 2e de la Route bretonne - 2e du Grand Prix U - 2e de l'Essor breton - 3e du championnat de Bretagne du contre-la-montre | - 2015 - 2e du Prix de la Saint-Laurent - 2e du Saint-Brieuc Agglo Tour - 3e des Boucles de la Loire - 3e du Circuit du viaduc - 2016 - Champion de Normandie sur route - Grand Prix de Saint-Hilaire-du-Harcouët - Trio normand (avec Dylan Kowalski et Christopher Piry) - Souvenir René-Lochet - 2017 - Grand Prix de Trémel - Tour du Périgord - Boucle cyclise villanaise - Grand Prix de la Saint-Anne - 5e étape du Tour de Nouvelle-Calédonie - 2e de la Vienne Classic - 2e de Nantes-Segré - 2e de la Ronde nancéienne - 2e de Paris-Connerré - 3e du Circuit des plages vendéennes - 3e du Tour de Nouvelle-Calédonie |  |

## Classements mondiaux
| Année           | 2009   | 2010 | 2011   |
| --------------- | ------ | ---- | ------ |
| UCI Europe Tour | 1 039e | 705e | 1 261e |
| UCI Asia Tour   |        | 85e  |        |